# Orolik
Orolik är en ort i Kroatien.   Den ligger i länet Srijem, i den östra delen av landet, 240 km öster om huvudstaden Zagreb. Orolik ligger 91 meter över havet och antalet invånare är 578.
Terrängen runt Orolik är platt. Runt Orolik är det glesbefolkat, med 19 invånare per kvadratkilometer. Närmaste större samhälle är Vinkovci, 16,2 km nordväst om Orolik. Trakten runt Orolik består till största delen av jordbruksmark.